# Somchai Kemglad
Somchai Kemglad ou Somchai Kemklad (ou Khemklat) (thaï : สมชาย เข็มกลัด), surnommé Tao (ชื่อเล่น : เต๋า), né le 26 janvier 1974 à Bangkok, est un chanteur de musique pop et un acteur thaïlandais.

## Filmographie

### Films
- 1995 : Romantic Blue (โลกทั้งใบให้นายคนเดียว)
- 1996 : Long June (ล่องจุ๊น ขอหมอนใบนั้นที่เธอฝันยามหนุน)
- 1999 : Friendship Breakdown (แตก 4 รัก โลภ โกรธ เลว)
- 2001 : Killer Tattoo
- 2004 : Pattaya Maniac (สายล่อฟ้า / Sai lor fah)[2]
- 2007 : เท่ง โหน่ง คนมาหาเฮีย
- 2007 : Opapatika : Les Immortels
- 2010 : In the Shadow of Naga (นาคปรก)
- 2011 : เท่ง โหน่ง จีวรบิน / Teng Nong jiworn bin
- 2011 : The Unborn Child
- 2012 : Spicy Beauty Queen of Bangkok 2 (ปล้นนะยะ 2 อั๊ยยยย่ะ)
- 2012 : The Gangster[3] (อันธพาล /Antapal)[4]
- 2013 : Choice
- 2013 : Young Bao the Movie (ยังบาว)
- 2013 : The Cop (สารวัตรหมาบ้า)
- 2014 : The Unreasonable Man (ไม่รู้มันคืออะไรแต่ชอบ) (réalisateur et acteur)
- 2015 : Keep Running. Zombie Soldier! (รด.เขาชนผี ที่เขาชนไก่)
- 2016 : Deadstock (รัก ปี ลึก)
- 2019 : Bikeman 2 (ไบค์แมน 2)

### Séries TV
- 2015 : Bang Rajan sur Channel 3TV[5]
- 2020 : Khum Sab Lum Kong sur CH8